# Norman F. Ramsey
Norman Foster Ramsey, Jr. (ur. 27 sierpnia 1915 w Waszyngtonie, zm. 4 listopada 2011 w Wayland) – amerykański fizyk, noblista.
W roku 1989 otrzymał nagrodę Nobla w dziedzinie fizyki za wynalezienie metody oscylacyjnych pól i ich użycie w maserach wodorowych i zegarach atomowych. Ramseyowi przyznano połowę nagrody. Drugą połowę podzielono pomiędzy Hansa Dehmelta i Wolfganga Paula. Laureat Medalu Oersteda za nauczanie fizyki (1988).